# Francesco Zappa
Francesco Zappa (1717 provavelmente em Milão - Haia, 17 de janeiro de 1803) foi um violoncelista e compositor de música clássica italiano que viveu a maior parte de sua vida adulta em Haia, na Holanda.
Considerado um virtuoso no violoncelo, suas composições foram publicadas e distribuídas por toda a Europa. Zappa foi importante para a vida musical da Holanda e fez contribuições substanciais para a qualidade, vibração e perspectiva internacional da cena musical do Século XVIII de Haia como artista, compositor, organizador de concertos e professor.

## Biografia
Pouco se sabe sobre o início da vida de Zappa. Zappa foi contratado pela primeira vez pelo conde siciliano Catani, a quem dedicou seu primeiro trabalho, "6 Trio sonatas". Ele trabalhou para o Duque de York, dando-lhe aulas de música durante a estadia do duque na Itália, de novembro de 1763 a meados de 1764, listando-se como maestro di música do duque na página de título de suas Trio sonatas Opus 2.
Em meados de 1764, Zappa e o compatriota Ricci embarcaram em uma turnê pela Europa, visitando Dresden, Frankfurt, Mainz e Mannheim. Em setembro de 1764, os dois fizeram concertos pela Holanda. Nesse período, Zappa estabeleceu-se em Haia, onde posteriormente foi empregado pelo do Príncipe de Orange com regularidade pelas próximas quatro décadas, aparecendo pela primeira vez na folha de pagamento da temporada de concertos de inverno do tribunal em 1766.
Em 1771, ele tocou uma série de concertos na Alemanha, visitando a cidade polonesa de Gdańsk e, em 22 de setembro, Frankfurt am Main. É provável que ele também estivesse ativo em Paris na década de 1770. Segundo Mendel (1879), ele empreendeu outra turnê pela Alemanha em 1781, e com "seu som suave e belo" inspirou maravilha em todos os que ouviam.
No final da década de 1780, Zappa ainda era empregado como mestre de música em Haia (Maître de musique à la Haye), conforme observado no manuscrito de 1788 de seu quarteto concertante. Outra documentação confirma sua presença contínua na cidade. Ele recebe uma autorização permanente de residência holandesa em 1 de agosto de 1791.
No Binnenhof de Haia, em 2 de novembro de 1794, Zappa tocou no último concerto da corte antes que a família do detentor abdicasse, fugindo para a Inglaterra em face do exército francês invasor, que pôs fim ao programa musical da corte.

## Produção musical
A obra de Zappa inclui sinfonias, trios, sonatas, divertimentos e canções. Suas composições costumam ter um papel de destaque no violoncelo.
Francesco Zappa compôs principalmente música de câmara na forma de dois violinos e trio de baixo, mas também lançou duetos, quartetos, sinfonias e romances, com a adição de uma sonata para violoncelo solo.
Sua galante marca italiana sempre foi apreciada por todos os seus admiradores na Europa, impressionados com seu «toque bonito, doce e comovente» e com as «notas doces e melodiosas» de sua música.
Suas composições enfatizaram muito o violoncelo / violão obbligato e seu diálogo, como pode ser visto na Gran Sinfonia Concertata, e sempre demonstraram grande conhecimento teórico e técnico. Nona Pyron, editora do Sonata de 1983 para violino e violoncelo com baixo, comparou-o a Cirri e Boccherini, em relação à primazia atribuída, nessa composição, ao violoncelo que ao violino.
O estadunidense Frank Zappa (1940-1993) realizou os trios Opus 1 de Francesco Zappa e as sonatas do Opus 4 em um sintetizador digital chamado Synclavier. As gravações foram lançadas no álbum Francesco Zappa em 1984. Frank Zappa descreveu o álbum como "a primeira gravação digital de Francesco Zappa em mais de 200 anos". Embora assumido por muitos como relacionado, Frank Zappa afirmou no livro "The Real Frank Zappa Book" que na verdade não era.
A primeira gravação das sinfonias de Francesco Zappa foi feita pela New Dutch Academy, dirigida por Simon Murphy; PENTATONE PTC 5186 365, lançado em 2009. A gravação apresenta a violoncelista barroca americana Caroline Kang no papel solo nas "sinfonias de violoncelo" de Zappa.

## Composições
- Duetos:
  - 6 Sonatas for keyboard/harpsichord, as Opus 4a (Paris, n.d.)
  - 6 Duos (violin, cello/2 violins) (Paris, n.d.)
  - Duo for 2 cellos, Ms., m. 5740, Sammlung Hausbibliothek
- Trio sonatas, 2 violinos e contrabaixo:
  - 6 Trios (London, 1765), as Opus 1 (The Hague, n.d.)
  - 6 Trios as Opus 2 (London, ca. 1767)
  - 6 Trios as Opus 3 (Paris, n.d.)
  - 6 Trios as Opus 4 (London, n.d.)
  - 6 Sonates à deux Violons & Basse, (The Hague, n.d.), Sammlung Thulemeyer
- Outro trabalhos:
  - 6 Keyboard Sonatas, Opus 6 (Paris 1776), mentioned by Mendel (1879)
  - 6 Symphonies (Paris, n.d.)
  - 2 Romances, 1 violin, piano, as Opus 4 (The Hague, n.d.)
  - 2 Romances, 1 violin (The Hague)
  - Sonata for cello, Mus. ms. 23490, Berlin Stiftung Preußischer Kulturbesitz
  - Sinfonia con Violoncello obbligato No. 1 for 2 violins, viola, violoncello obbligato, 2 oboes, 2 horns, Ms., m. 5737, Sammlung Hausbibliothek
  - Quartetto Concertante for 2 violins, viola, cello, "composta all Aya li 8 Liuglio 1788," Ms. m. 5740, Sammlung Hausbibliothek
  - 27 Pieces, 2 for piano, 5 for 1 violin, piano, as Opus 11 (The Hague, n.d.)
  - 2 Sonata à tre for violin, violoncello obbligato, bass, in Early Cello Series, xxiii (London, 1983)
  - Other works: Vienna Gesellschaft der Musikfreunde, Bad Schwalbach Evangelisches Pfarrarchiv, Milan Conservatorio di Musica Giuseppe Verdi